# Calao festonné
Rhyticeros undulatus
Espèce
Statut de conservation UICN

 VU  : Vulnérable
Statut CITES
Le Calao festonné ou Calao à casque ondulé (Rhyticeros undulatus anciennement Aceros undulatus) est une espèce d'oiseaux appartenant à la famille des Bucerotidae.

## Répartition
Ce calao est présent dans le nord-est de l'Inde et en Asie du Sud-Est.

## Habitat
Le calao festonné vit dans les forêts tropicales primaires sempervirentes. On peut le trouver en plaine mais aussi en montagne à des altitudes de plus de 1600 m.

## Description
C'est un oiseau de grande taille, dont la longueur moyenne est de 85 cm, variant de 70 cm à près de 100 cm. Il pèse de 1,3 kg à 3,6 kg.

Mâle et femelle sont différents : le mâle est généralement un peu plus grand et un peu plus gros, sa tête est blanche et son cou jaune ; la femelle est toute noire (y compris sa tête) à l'exception de son cou bleu et de sa queue blanche.

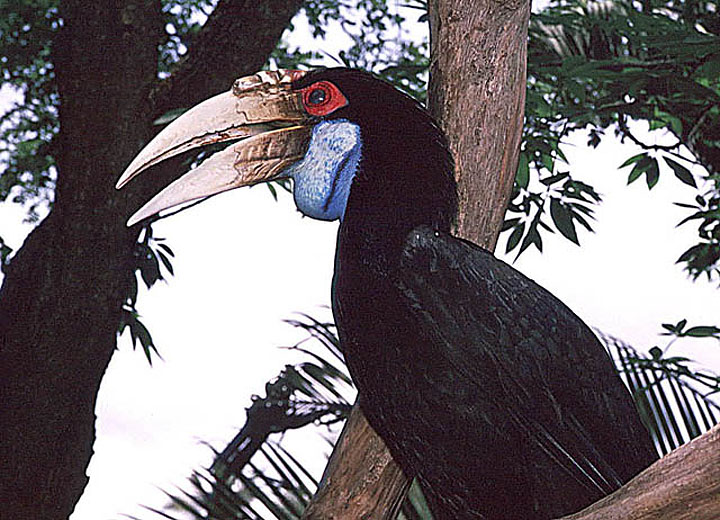
Femelle
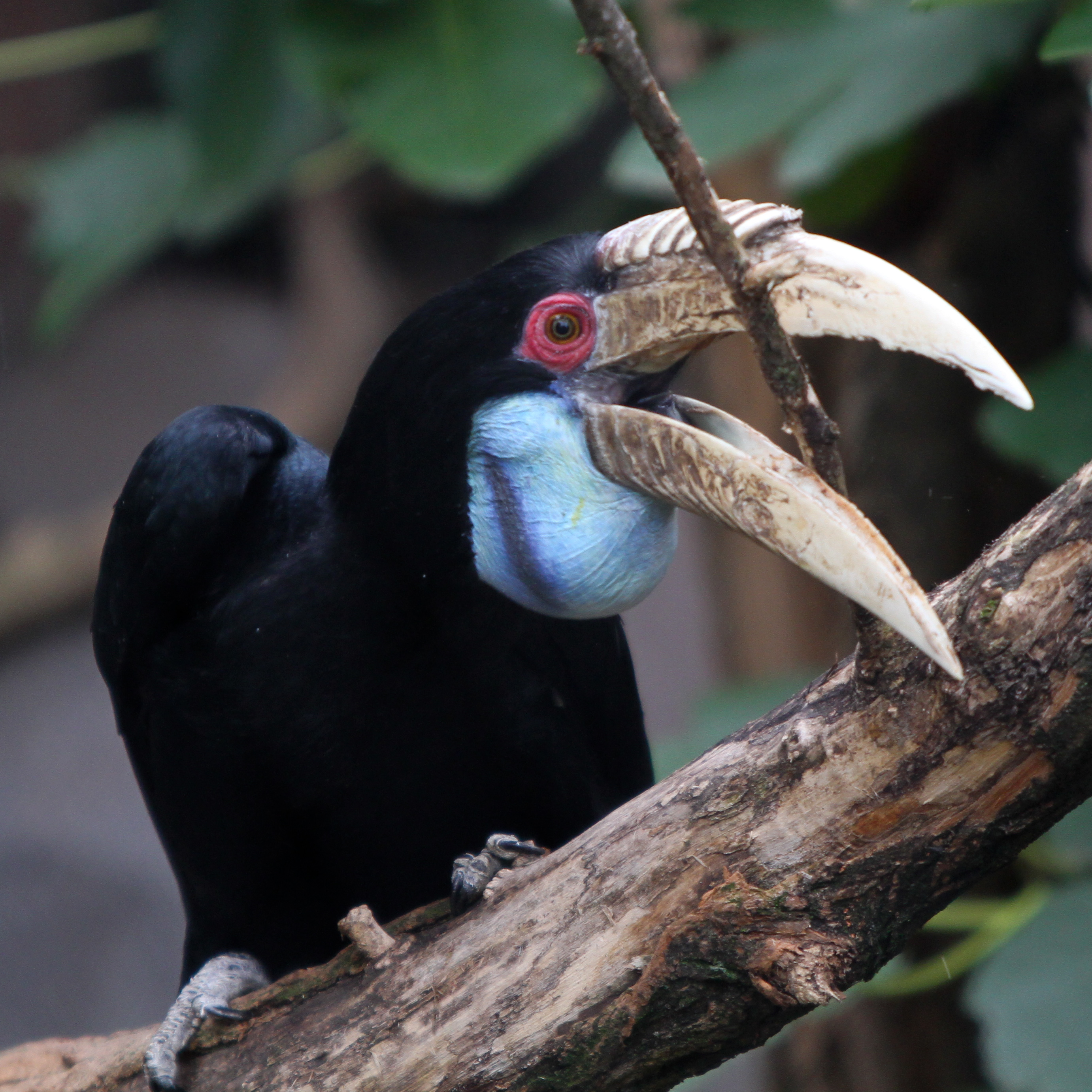
Femelle
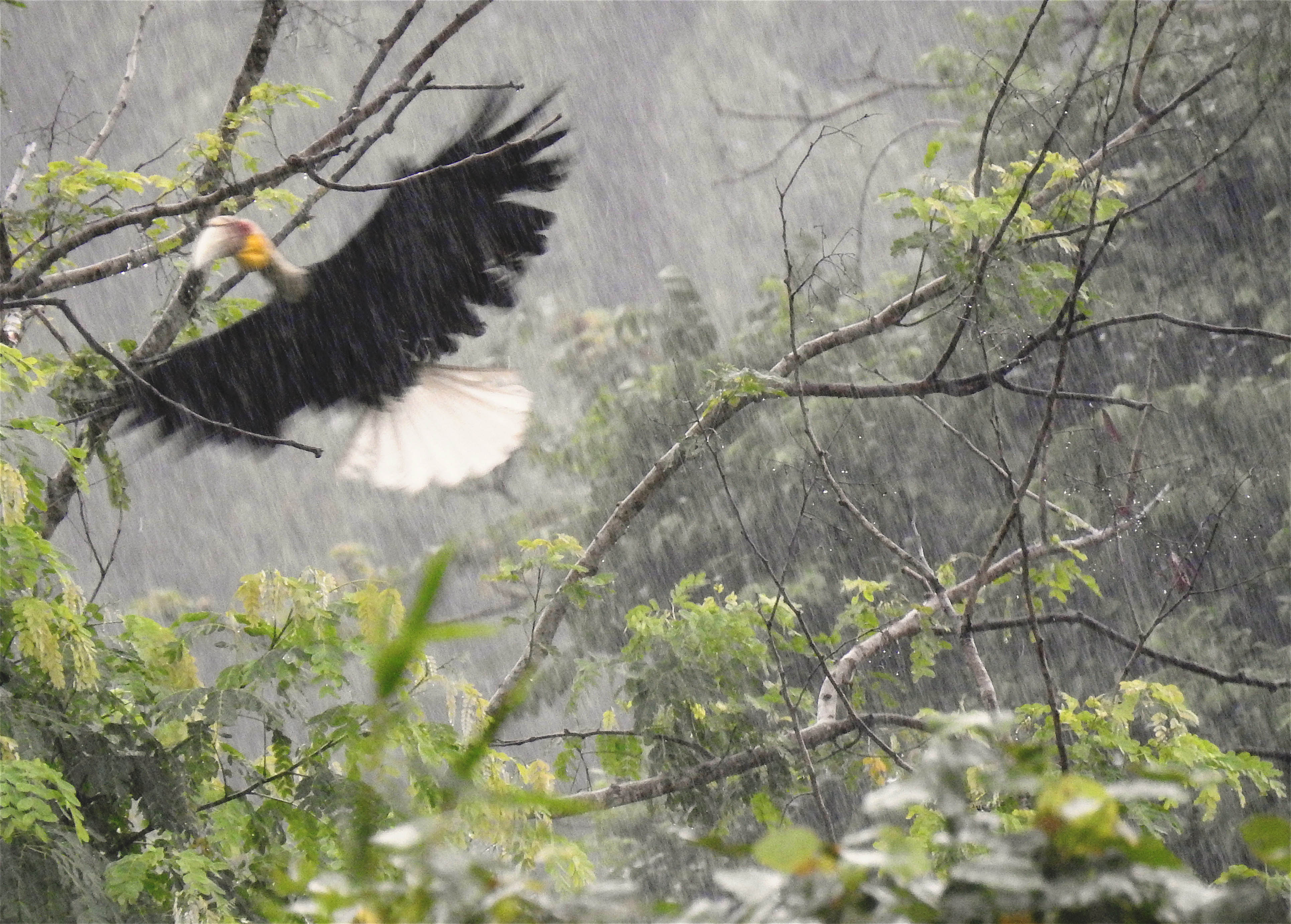
Mâle volant sous la pluie
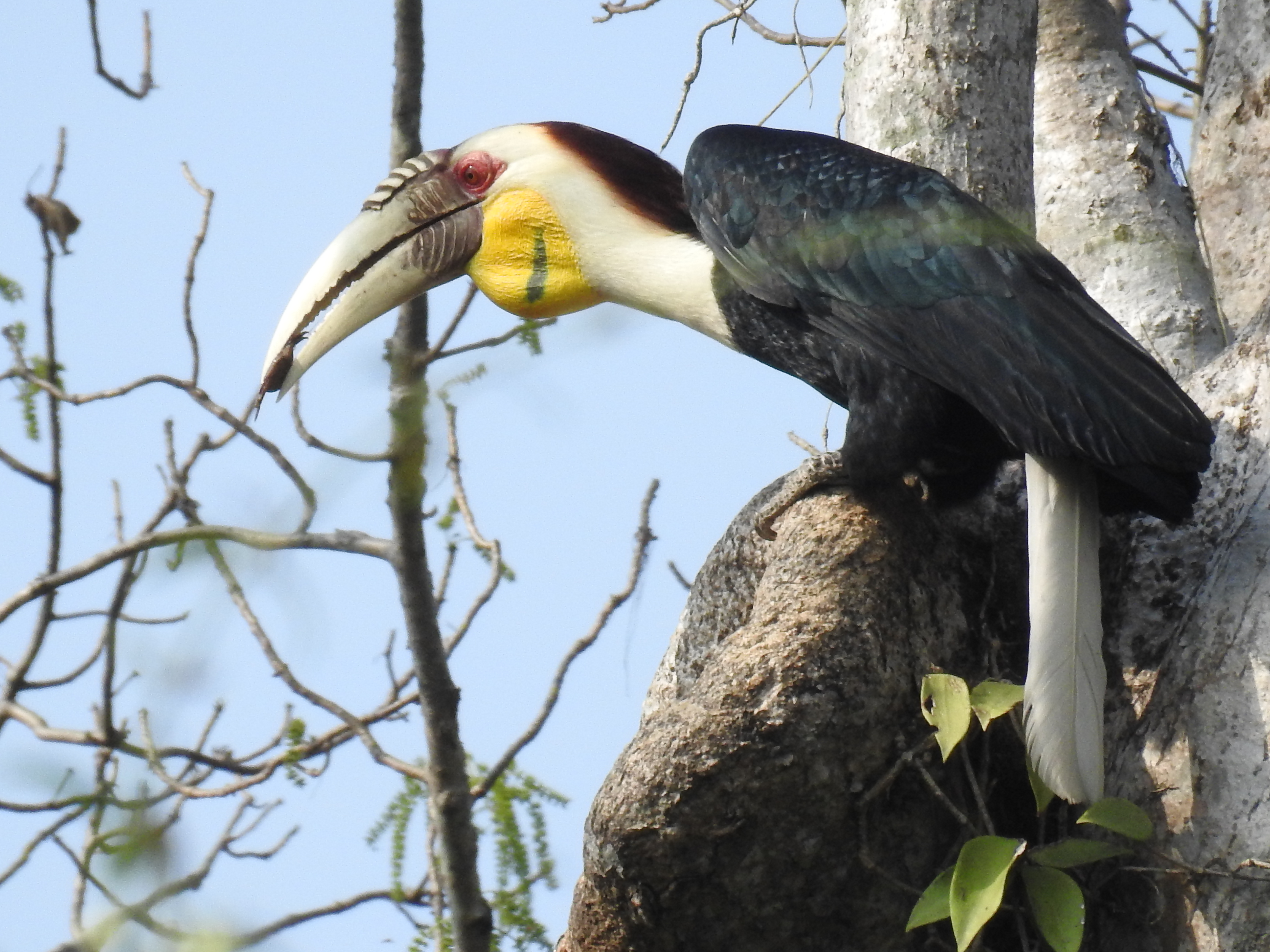
Mâle
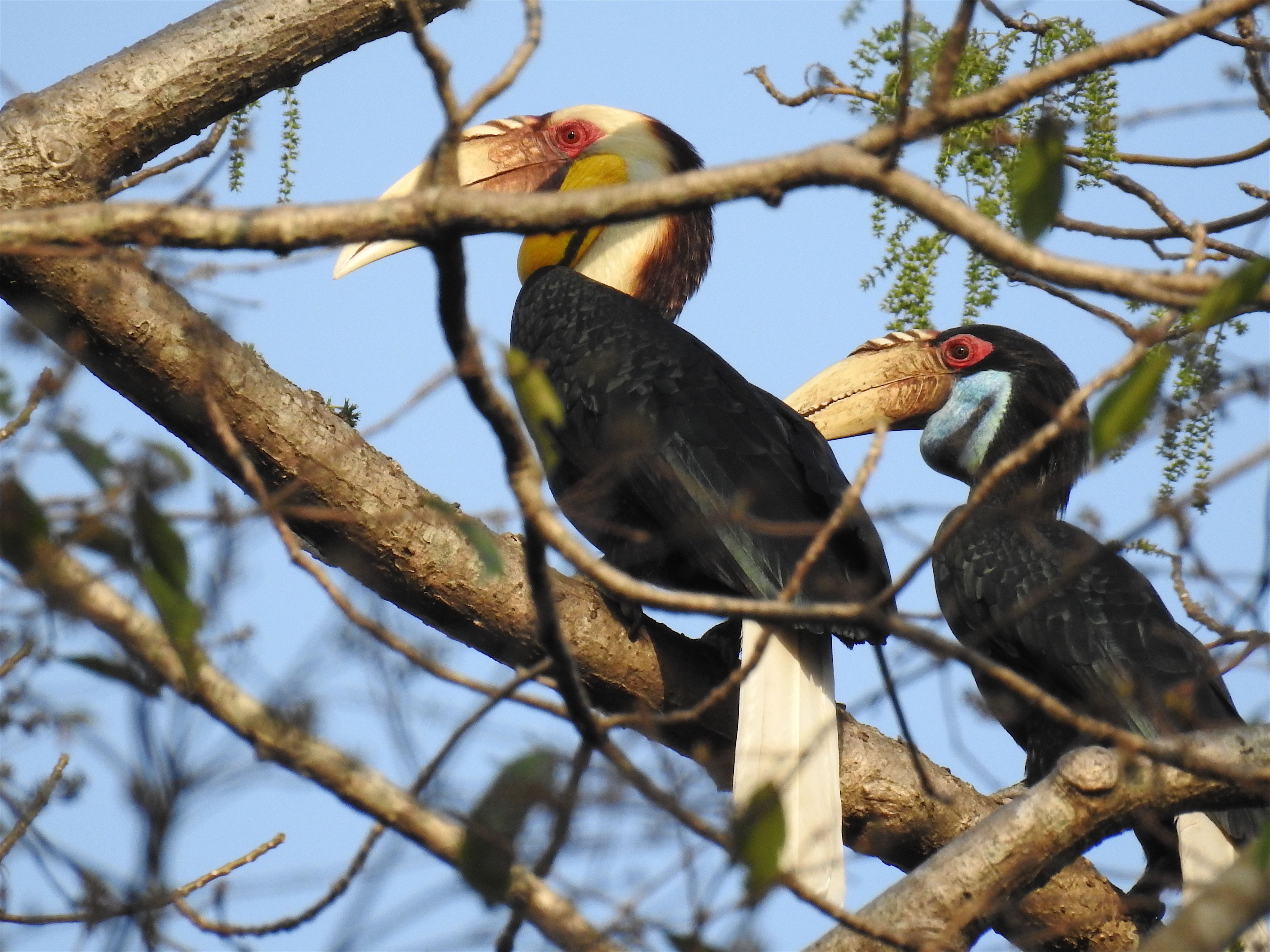
Un mâle et une femelle en couple

Les calaos passent la nuit en société dans la cime des grands arbres ou au sommet d'une jungle de bambous, toujours au même endroit. Il vit souvent en très grand groupe.

## Alimentation
Le calao festonné est surtout frugivore.
Il cherche sa nourriture en petit groupe mais quand il y a abondance de fruits de grandes bandes de calaos se forment.
Il apprécie de nombreux fruits et est, en particulier, friand de diverses baies et des figues mûres des ficus.
Il mange occasionnellement des grenouilles, des petits lézards, des serpents, des oisillons, des chauves-souris, des crabes, de grands insectes...

## Reproduction
Les calaos à casque ondulé forment des couples fidèles.

Le couple installe son nid dans un trou d'arbre souvent très haut, à 25 -30 m de hauteur. La femelle entre dans le nid, y pond 2 œufs et elle est murée à l'intérieur à l'abri des prédateurs pendant le temps de la couvaison soit environ 1 mois et les deux premières semaines de sa jeune progéniture. Elle est ravitaillée par le mâle. Le déroulement de la nidification est semblable à celui du calao bicorne.

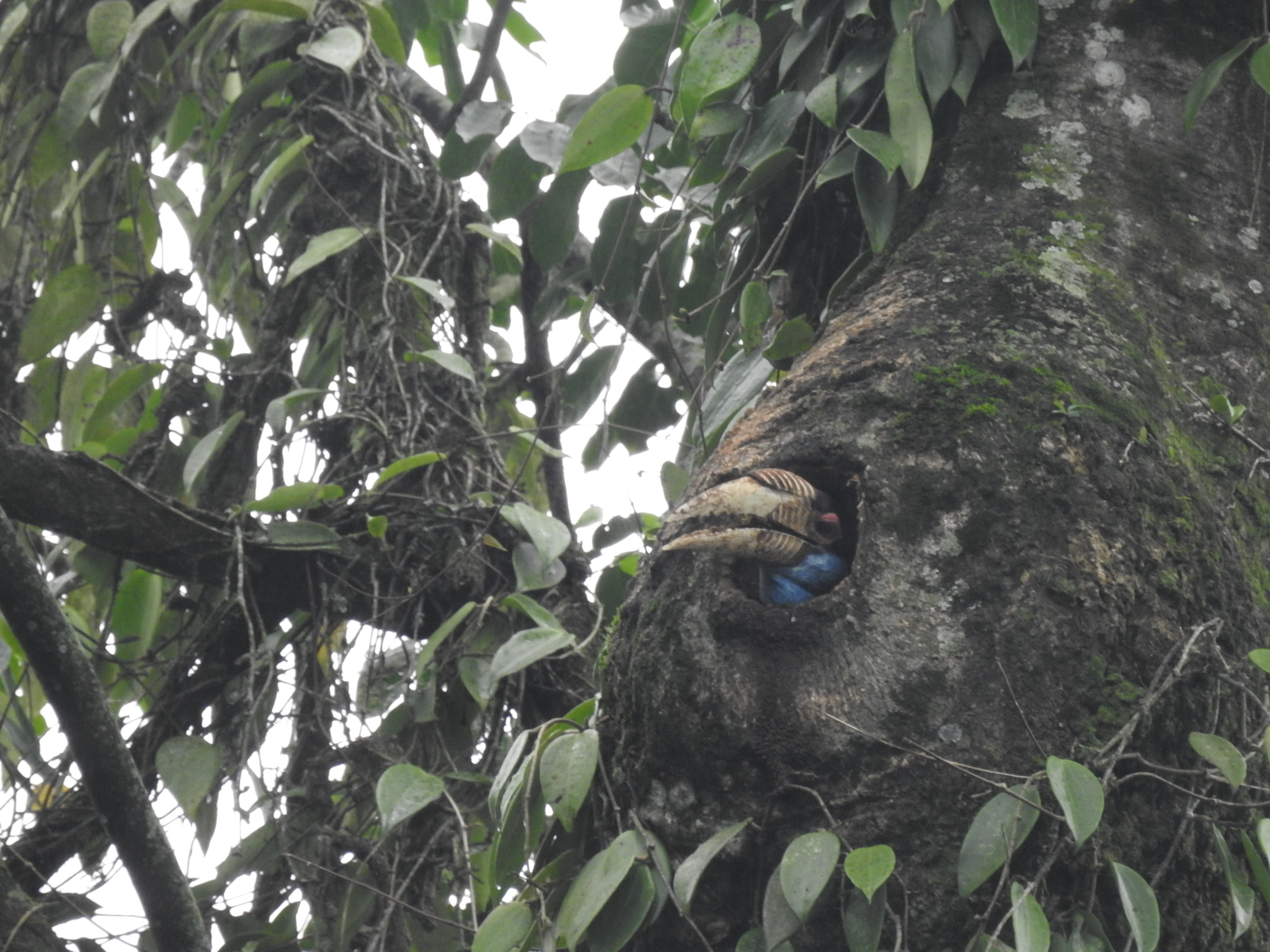
Quand la progéniture a environ 14 jours la femelle calao sort de son nid.
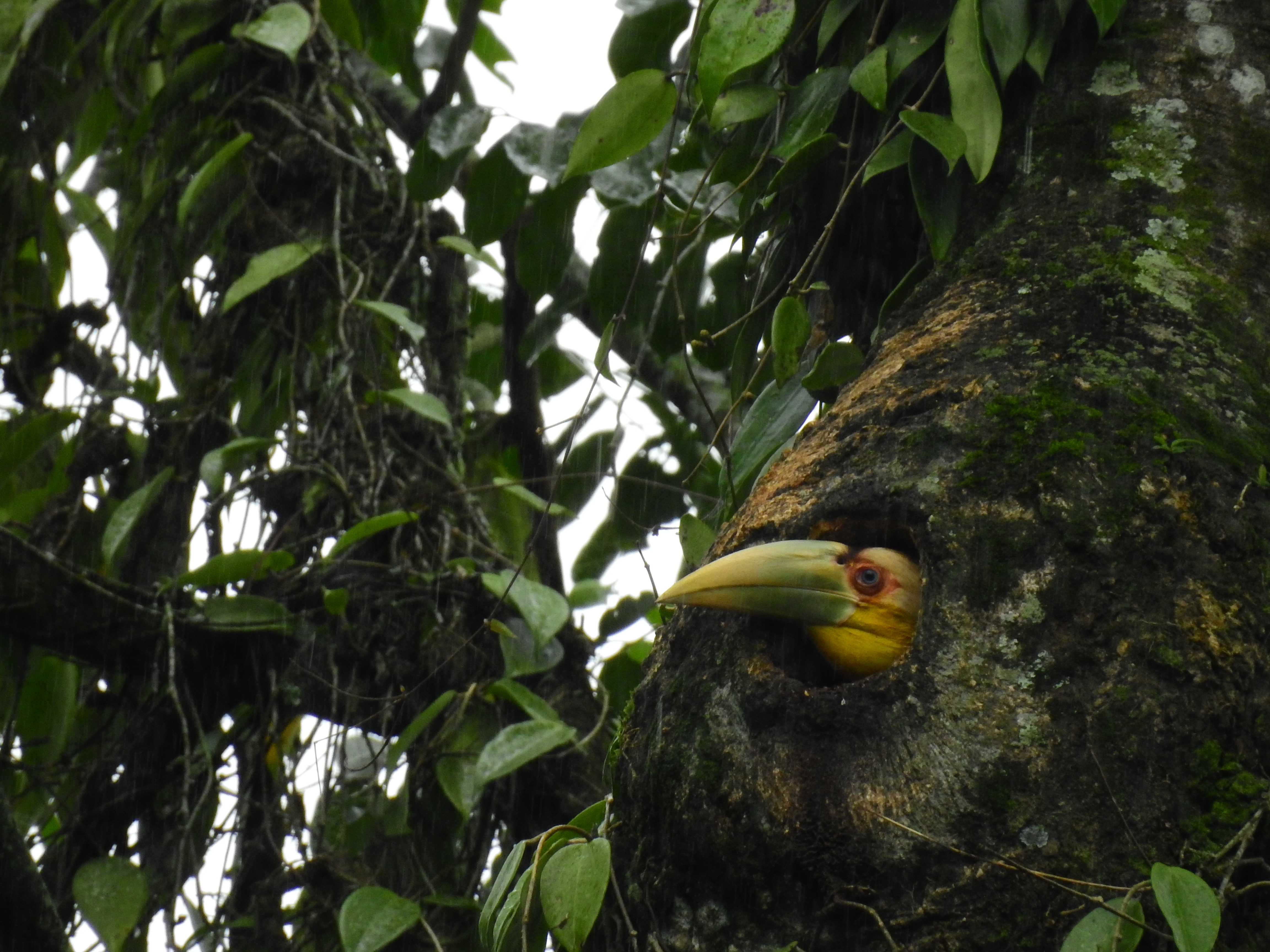
La progéniture étonnée sort la tête du trou ;
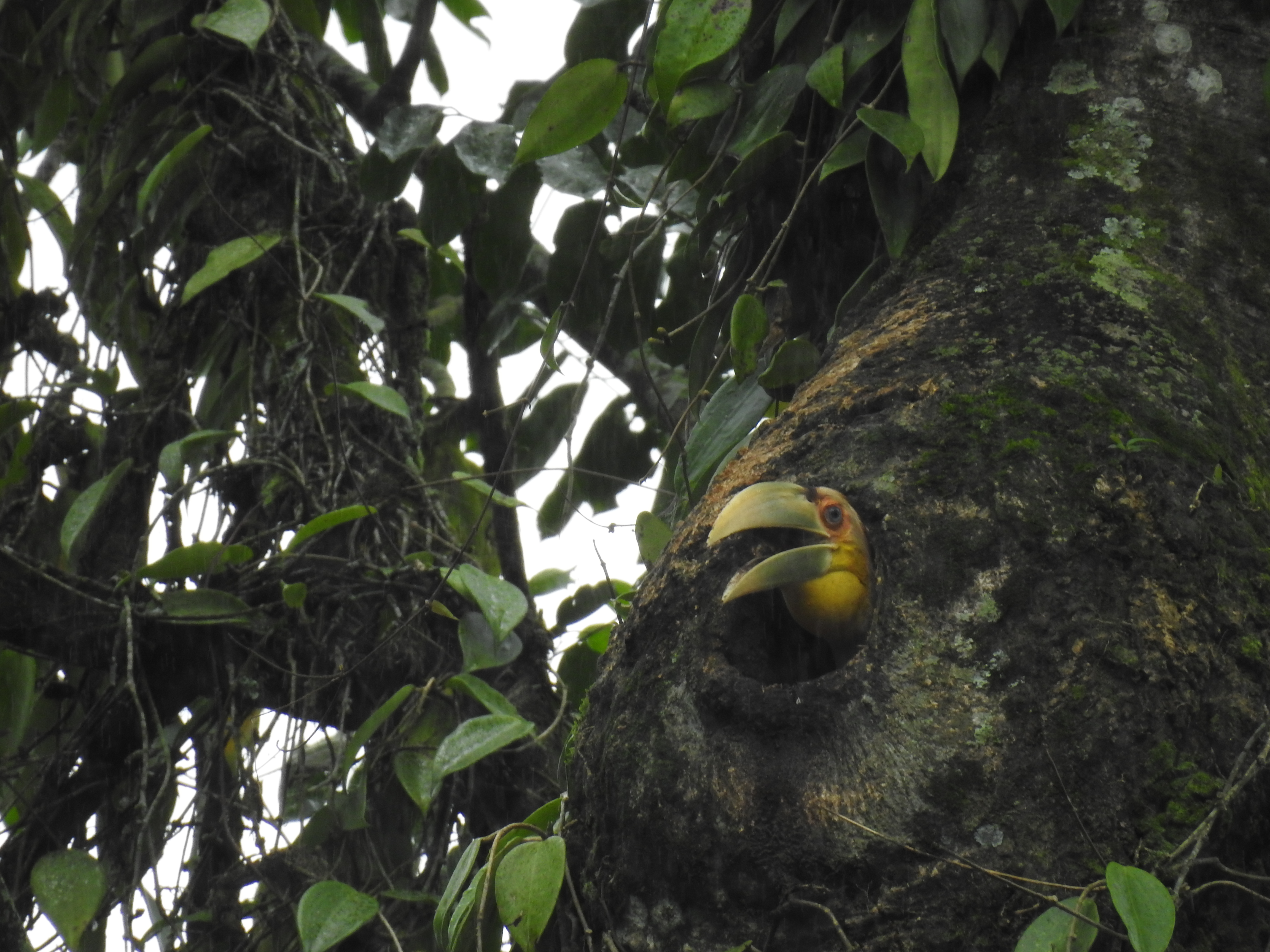
réclame à manger ;
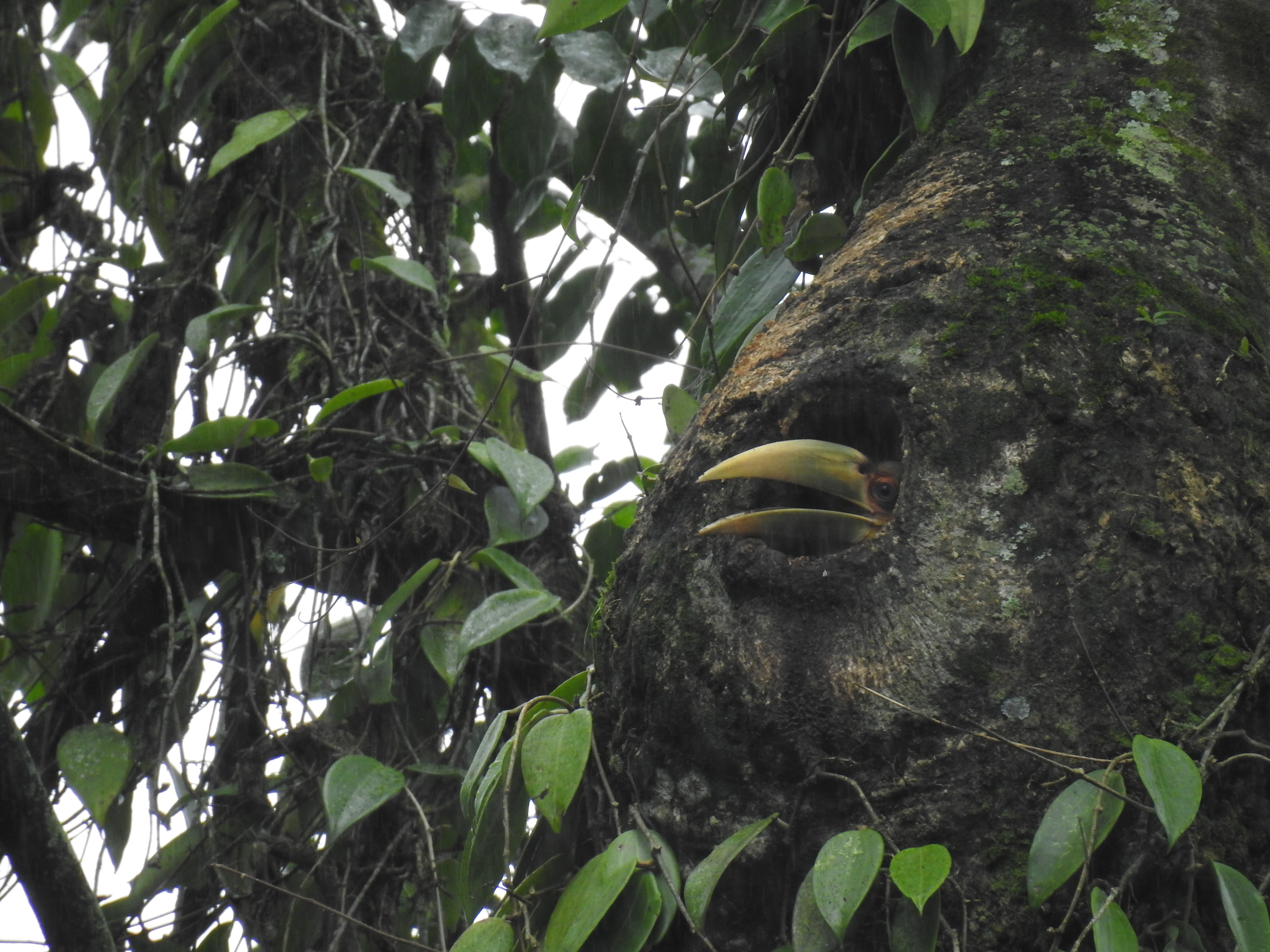
puis elle retourne dans son trou ;
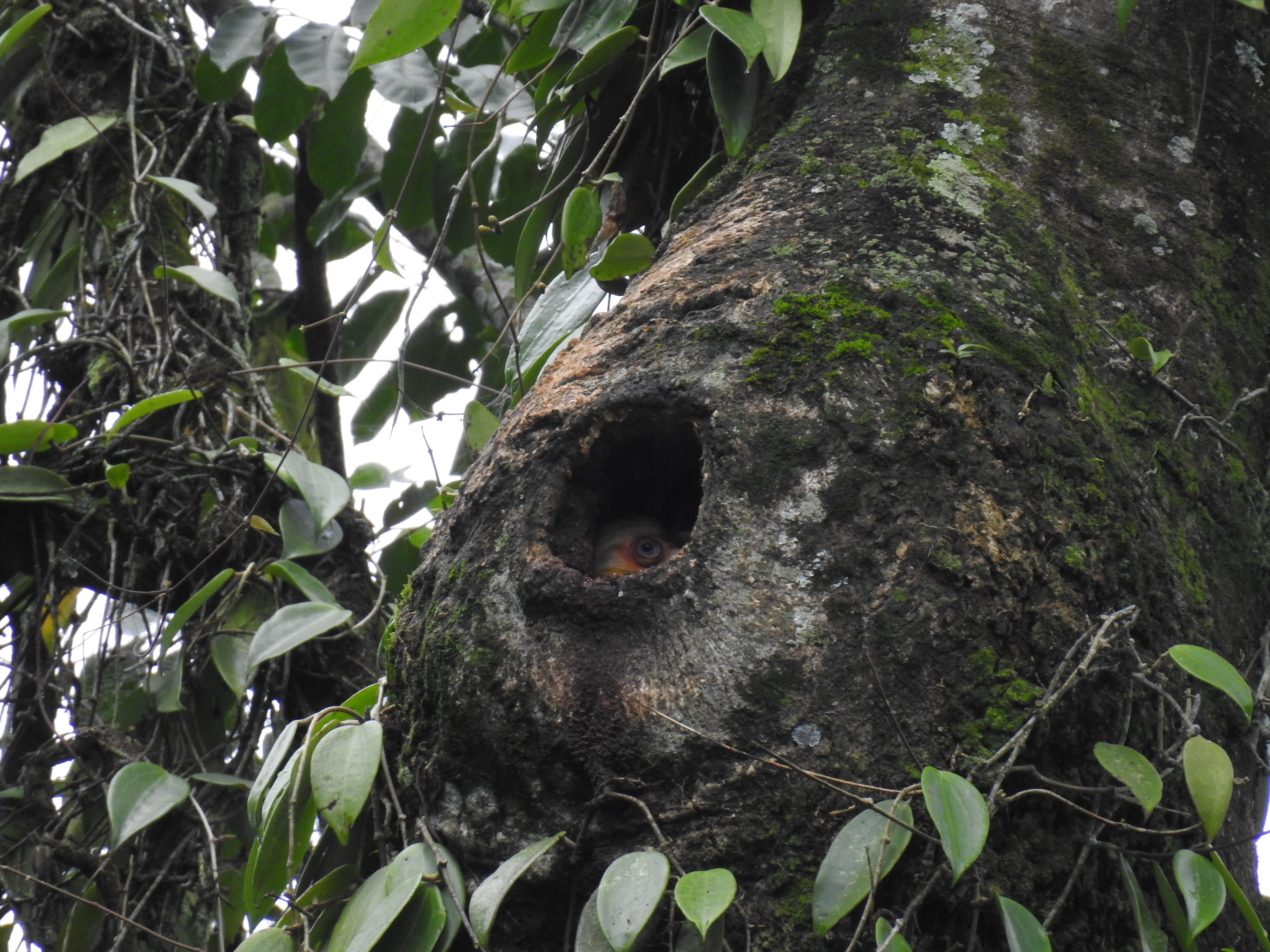
et reste dans son nid à l'abri, nourrie par ses parents jusqu'à atteindre l'âge de voler

## Taxinomie
D'après Alan P. Peterson, cette espèce est constituée des deux sous-espèces suivantes :
- Rhyticeros undulatus aequabilis  Sanft 1960
- Rhyticeros undulatus undulatus  (Shaw) 1811

synonymeAceros undulatus